# Emilie Engel
Maria Emilie Engel (Husten, 6 februari 1893 - Koblenz-Metternich, 20 november 1955) was een Duitse rooms-katholieke religieuze. Een proces van zaligverklaring is lopende.

## Leven
Maria Emilie Engel werd in 1893 geboren in Husten, een deelgemeente van Drolshagen in het Duitse Sauerland, als vierde van twaalf kinderen. In 1914 behaalde ze het diploma van onderwijzeres. Ze werd geboeid door de Schönstatt-beweging van pater Josef Kentenich, waarmee ze in 1921 voor het eerst in aanraking kwam. In 1926 ging ze in op zijn oproep om naar Schönstatt (Vallendar) te komen om daar toe te treden tot een nieuwe religieuze congregatie: de Mariazusters van Schönstatt. Emilie Engel was hiermee een van de eerste ingetredenen. Haar werk richtte zich op ziekenverzorging en de zorg voor weeskinderen.
Het leven van Emilie Engel was gekenmerkt door zeer veel angst. Kettenich hielp haar om deze te overwinnen. Later kreeg ze tuberculose, waardoor ze in 1935 haar actieve werk moest stopzetten en lang gehospitaliseerd werd. Desondanks werd ze in 1946 door pater Kettenich toch aangesteld als provinciaal van een van de provincies van de congregatie. Intussen leed ze ook aan een toenemende verlamming, waardoor ze in een rolstoel belandde en uiteindelijk zelfs niet meer kon praten.
Emilie Engel overleed op 20 november 1955 op 62-jarige leeftijd te Koblenz-Metternich.

## Zaligverklaring
Op 12 oktober 1999 werd het proces van zaligverklaring ingezet in het bisdom Trier. Op 26 februari 2002 werd het bisschoppelijk onderzoek daarvoor afgerond. De Congregatie voor de Heilig- en Zaligsprekingsprocessen in Rome zet dit proces verder. In mei 2012 werd ze door paus Benedictus XVI Eerbiedwaardig verklaard.